# مسجد بن نادار
 مسجد بن نادار  مسجدی تاریخی واقع در شهر بستک در بخش مرکزی، شهرستان بستک و یکی از اماکن تاریخی و از نقاط دیدنی استان هرمزگان در جنوب ایران است. این اثر در تاریخ ۷ مهر ۱۳۸۱ با شمارهٔ ثبت ۶۱۱۲ به‌عنوان یکی از آثار ملی ایران به ثبت رسیده‌است.
این مسجد در جنب بازار مدنی واقع شده‌است. بنای أولیهٔ مسجد بن نادار ۸۰ سال قدمت دارد و بنای زیر زمینی یا شبستان زمستانی مسجد که از خشت وگِل ساخته شده، به خوبی نشانگر دیرینگی آن می‌باشد. این بنا در زمان ساخت تاکنون به عنوان مسجد مورد استفاده بوده‌است. به گفتهٔ أهالی تیر آهن‌هایی که در سقف مسجد به کار رفته توسط بانی آن از هندوستان خریداری شده و با کشتی به بندر لنگه و از آنجا با شتر به بستک آورده شده، و أولین بنای شهر است که در ساخت آن از تیر آهن استفاده شده‌است. معمار و سازندهٔ آن شخصی به نام حاج عبدالله امینایی بوده‌است.